# Sonny Rollins, Vol. 1
Albums de Sonny Rollins
Sonny Boy
(1956) Way Out West
(1957)
Sonny Rollins, Vol. 1 est un album du saxophoniste ténor Sonny Rollins sorti en 1957 sur le label Blue Note. C'est le premier album de Rollins enregistré pour ce label et le dixième dans sa discographie. L'album est réédité en 2003 dans une version remastérisé par Rudy Van Gelder.

## Titres
Lorsqu'il enregistre cet album pour Blue Note à la fin de l'année 1956, Sonny Rollins a déjà enregistré une série d'albums pour le label Prestige qui lui a offert une grande reconnaissance, avec notamment cette année-là, Work Time, Plus Four, Tenor Madness, Saxophone Colossus, Plays for Bird et Tour de Force.
La critique de Stephen Cook et Al Campbell sur AllMusic indique que cet enregistrement ne donne pas l'impression « d'un son classique comme d'autres albums Blue Note tels que le Vol. 2 ou Newk's Time » et ajoute que ce « n'est peut-être pas un disque de premier choix pour ceux qui découvrent Rollins, mais certainement plus tard un album indispensable. ». Dans son ouvrage Sonny Rollins: the cutting edge, l'auteur Richard Palmer confirme également cette impression en écrivant que même si «  son écriture sur Volume 1 est moins mémorable son jeu ne l'est certainement pas : associé au trompettiste Donald Byrd et assisté par ce merveilleux pianiste qu'est Wynton Kelly, son début en leader pour le label est un triomphe. ».
| N° | Titre                           | Compositeur              | Durée |
| -- | ------------------------------- | ------------------------ | ----- |
| 1. | Decision                        | Sonny Rollins            | 8:00  |
| 2. | Bluesnote                       | Sonny Rollins            | 6:58  |
| 3. | How Are Things in Glocca Morra? | Yip Harburg, Burton Lane | 6:16  |
| 4. | Plain Jane                      | Sonny Rollins            | 9:56  |
| 5. | Sonnysphere                     | Sonny Rollins            | 9:34  |

## Enregistrement
Pour cette séance d'enregistrement Rollins est accompagné par Wynton Kelly au piano, Gene Ramey à la contrebasse, le jeune trompettiste de 24 ans, Donald Byrd qui signe ici aussi l'une de ses premières apparitions pour Blue Note et enfin le batteur Max Roach, un fidèle collaborateur de Sonny à cette période et qui enregistre ici avec la permission de EmArcy Records. 
Les morceaux sont enregistrés le 16 décembre 1956 au Rudy Van Gelder Studio, situé à cette période à Hackensack (New Jersey). Max Roach participe à cet album avec la permission de Bob Shad de Mercury Records Corp.
| Musicien      | Instrument      |  | Équipe technique |                            |
| ------------- | --------------- |  | ---------------- | -------------------------- |
| Sonny Rollins | saxophone ténor |  | Alfred Lion      | producteur                 |
| Donald Byrd   | trompette       |  | Leonard Feather  | liner notes d'origine      |
| Gene Ramey    | contrebasse     |  | Rudy Van Gelder  | ingénieur                  |
| Wynton Kelly  | piano           |  | Francis Wolff    | photographie de couverture |
| Max Roach     | batterie        |  | Reid Miles       | design de couverture       |